# India pale ale
L'anomenada India pale ale (IPA) és una varietat amargant de cervesa anglesa que es caracteritza per ser una pale ale espumosa amb un alt nivell d'alcohol i de llúpol. Es va crear l'India pale ale a la dècada dels anys 1790, com a resultat de l'esforç dels cervesers de l'Imperi Britànic per superar un problema difícil: en aquesta època la cervesa no es conservava bé durant els viatges llargs per l'oceà, especialment a climes càlids. Tot plegat feia que la cervesa es tornés caduca i agra.

## Història

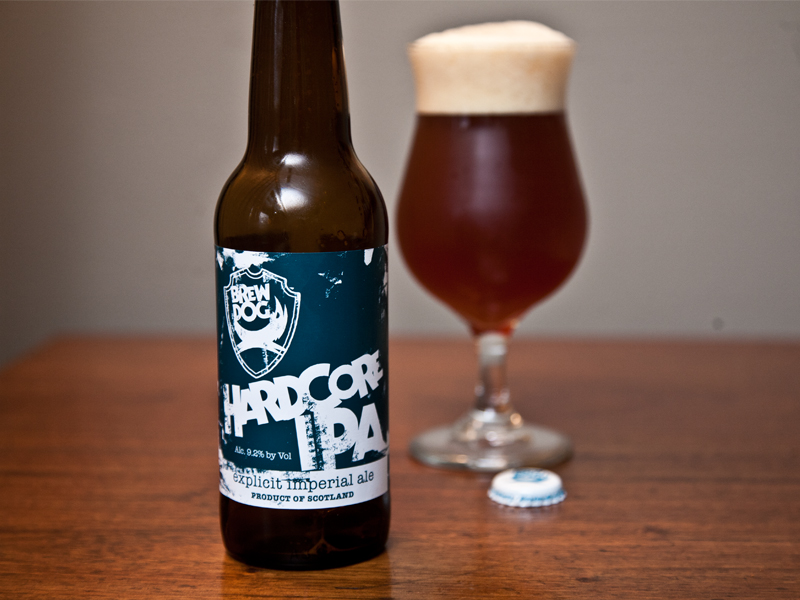
Una cervesa IPA de Brewdog

El mercat les Índies Orientals era atractiu però difícil de penetrar pels cervesers britànics. Després d'establir-se a l'Índia al principi del segle xviii, l'Imperi Britànic tenia una gran quantitat de tropes i de civils que exigien cervesa. No obstant això, el viatge llarg i calorós resultava massa difícil per a les cerveses dark ale i les porter d'Anglaterra. Les naus sortien normalment de Londres, creuaven al sud més enllà de l'Equador al llarg de la costa d'Àfrica, rodejaven el Cap de Bona Esperança i després creuaven l'oceà Índic fins a arribar a Bombai, Calcuta i Madràs. Les fluctuacions de les temperatures eren molt altes, i les aigües encrespades de l'Àfrica meridional feien que fos un viatge extremadament violent.
Malgrat aquests obstacles, els cervesers van intentar establir exportacions a l'Índia. Els primers enviaments a l'Índia es portaven en ampolles de cervesa de l'estil porter, el preferit a Londres, que generalment arribava caducada, florida i agra. La solució al problema de la cervesa finalment va venir d'una recepta creada per George Hodgson de la Bow Brewery de l'est de Londres. Hodgson va començar a enviar cerveses India pale ale durant el 1790. La versió Índia era una variació del seu pale ale, que els londinencs havien begut des de mitjans de 1750. Les pale ales eren nomenades així perquè eren més lleugeres en color que les brown ales populars i les porter i les stouts.
Abans de la refrigeració i de la pasteurització, les armes dels cervesers per evitar la caducitat eren l'alcohol i el llúpol. L'alcohol proporciona un ambient hostil pels microbis i el llúpol prevé el creixement dels bacteris que causen l'acidesa. Per tant, l'elevat contingut d'alcohol i les altes taxes de llupolització eviten que la cervesa es torni agra degut als temps d'emmagatzematge llargs. Hodgson va agafar la seva recepta de la pale ale, va augmentar-ne considerablement el contingut de llúpol i va augmentar-ne el contingut d'alcohol. El resultat va ser una pale ale molt amarga, alcohòlica i escumosa que podria suportar els desafiaments del viatge i el seu emmagatzematge a l'Índia. L'èxit de Hodgson va arribar a esser molt notori al Regne Unit.
Gràcies en part a la recepta d'Hodgson, el mercat cerveser indi es va ampliar enormement. El 1750, prop de 1.480 barrils van sortir d'Anglaterra cap a l'Índia. El 1800, nou mil barrils van ser exportats i va haver un augment prop de 7.500. L'èxit de l'IPA va ser copiat ràpidament per les cerveseries Salt, Allsopp i Bass, que es vanagloriaven d'haver estat les primeres a copiar l'estil de Hodgson. Els cervesers estatunidencs també van començar a elaborar cervesa IPA per a les exportacions i pel mercat intern.
L'extensió del mercat Indi de la cervesa causat per l'IPA d'Hodgson va conduir en última instància a l'edificació de les primeres cerveseries asiàtiques. Al final de 1820 Edward Dyer va anar d'Anglaterra a Kasauli per crear la primera cerveseria índia, coneguda el 1855 com Dyer Breweries a Les Muntanyes de l'Himalaya. Va instal·lar més cerveseries a Solan, Shimla, Murree, Rawalpindi i Mandalay.